# Per chi suona la campanella
Per chi suona la campanella è stato un varietà televisivo di Rai 2 condotto da Pippo Franco, coadiuvato dalla restante compagnia del Bagaglino, composta da Oreste Lionello, Leo Gullotta, Gianfranco D'Angelo e Gabriella Ferri, andato in onda dagli studi Rai di Torino per sei puntate dal 3 luglio al 7 agosto 1987, il venerdì alle 20:40. Visto il successo di pubblico il 14 e 21 agosto vennero realizzati due appuntamenti speciali con il Meglio delle sei puntate appena trasmesse.

## Il programma
Il varietà, scritto da Mario Castellacci e Pier Francesco Pingitore, portava il riconoscibile marchio del Bagaglino, con gli interventi comici di Bombolo e Gianfranco D'Angelo, oltre alla presenza fissa di Gabriella Ferri ed Eva Grimaldi al suo debutto televisivo come soubrette. Il programma segnò il ritorno in TV della compagnia, a distanza di nove anni dall'ultimo varietà televisivo che li aveva avuti per protagonisti (Il ribaltone). Il programma era caratterizzato dalla consueta cifra stilistica del gruppo, all'insegna di parodie a sfondo politico, imitazioni dei più noti personaggi del momento, gag, scenette e balletti.